# 스즈메의 문단속 (음반)
《스즈메의 문단속》(일본어: すずめの戸締まり 스즈메노 도지마리[*])은 일본의 록 밴드 RADWIMPS와 작곡가 진노우치 카즈마의 콜라보레이션 음반이다. 2022년에 개봉한 신카이 마코토 감독의 동명의 애니메이션 영화 《스즈메의 문단속》의 사운드트랙이다. 이 음반은 영화가 개봉한 2022년 11월 11일에 Muzinto Record / EMI에서 전 세계에 공개되었다. 2023년에 제46회 일본 아카데미 영화상에서 최우수 음악상을 수상했다.

## 배경
2022년 9월, 이전에 신카이 마코토 감독과 함께 일본의 애니메이션 영화 《너의 이름은.》 (2016) 및 《날씨의 아이》 (2019)에서 작업했던 RADWIMPS가 시애틀에서 활동하는 작곡가 진노우치 카즈마와 콜라보레이션으로서 《스즈메의 문단속》의 악곡을 작곡할 것이라고 발표되었다. 이 프로젝트는 2020년 초 신카이가 보컬리스트 노다 요지로에게 영화의 각본을 보냈을 때 시작되었는데, 노다는 로드 무비를 즐기고 버려진 건물에 흥미가 있었기 때문에 신카이의 이전 두 편의 영화에 비해 "가장 흥미진진하다"고 생각했다. 두 사람은 코로나19 범유행 때문에 한동안 연락을 끊었지만 그 동안 노다는 작곡을 할 수 있었다.
2020년 8월경, 노다는 신카이에게 첫 번째 주제곡 〈스즈메〉의 초기 버전이 포함된 몇 가지 데모 트랙을 보냈다. 신카이는 처음에 노다가 〈스즈메〉를 부르기를 원했지만 나중에 여성 목소리가 "트랙의 인상을 더 잘 표현"할 것이라며 결정했다. 제작진은 오디션을 진행했고, 가수 토아카가 보컬리스트로 뽑혔다. 토아카는 2020년 2월부터 TikTok에 글을 올려 요네즈 켄시, 후지이 카제, 수요일의 캄파넬라 등 일본 아티스트의 노래 커버를 공개했다. 노다는 "이 노래와 토아카 사이에서 아무도 끊을 수 없는 연결을 느꼈다"고 말했다. 두 번째 주제가 〈카나타 하루카〉는 신카이가 영화를 위해 다른 노래를 원했기 때문에 막판에 제작되었다. 〈카나타 하루카〉에서 노다는 영화가 탐구하는 다양한 주제에 관계없이 어떻게 영화가 "스즈메와 소타에 대한 이야기"인지에 대해 이야기하고 싶었다. 노다는 또한 영화에 포함되지 않은 노래 〈Tamaki〉와 〈스즈메의 눈물〉을 불렀다.
일부 녹음은 런던의 애비 로드 스튜디오에서 열렸는데, 이것은 신카이 영화가 해외 세션을 갖는 첫 사례다. 노다와 진노우치는 연주를 담당하는 오케스트라에게 지시를 내리기 위해 참석했다.

## 출시
〈스즈메〉와 〈카나타 하루카〉는 각각 2022년 9월 30일과 10월 28일에 음악 스트리밍 서비스에서 첫 선을 보였다. 앨범은 영화 개봉일인 2022년 11월 11일에 전 세계에 공개되었다. 야마다 토모카즈 감독의 〈카나타 하루카〉 뮤직 비디오가 같은 날 온라인으로 공개되었다. 이 앨범은 2023년 3월 8일 LP로도 발매되었다.

## 수록곡
전체 작사: 노다 요지로 (#26~29)
| #            | 제목                                        | 작사         | 작곡                          | 편곡  | 재생 시간 |
| ------------ | ------------------------------------------- | ------------ | ----------------------------- | ----- | --------- |
| 1.           | 〈둘의 만남〉 (二人の出逢い)                |              | 노다 요지로                   | 1:02  |           |
| 2.           | 〈폐허가 된 온천 마을〉 (廃墟の温泉街)      |              | 노다 요지로 / 진노우치 카즈마 | 3:57  |           |
| 3.           | 〈치료〉 (手当て)                           |              | 노다 요지로                   | 1:24  |           |
| 4.           | 〈고양이 추격전〉 (キャットチェース)        |              | 노다 요지로                   | 2:15  |           |
| 5.           | 〈밤의 페리〉 (夜のフェリー)                |              | 노다 요지로                   | 1:53  |           |
| 6.           | 〈고양이 찾기〉 (猫探し)                    |              | 쿠와하라 아키라               | 1:33  |           |
| 7.           | 〈폐교 풍경〉 (廃校の風景)                  |              | 진노우치 카즈마               | 3:11  |           |
| 8.           | 〈둘만의 시간〉 (二人の時間)                |              | 노다 요지로                   | 2:56  |           |
| 9.           | 〈드라이브〉 (ドライブ)                     |              | 진노우치 카즈마               | 2:17  |           |
| 10.          | 〈아이 돌보기〉 (子守り)                    |              | 진노우치 카즈마               | 1:22  |           |
| 11.          | 〈폐 유원지〉 (廃遊園地)                    |              | 노다 요지로 / 진노우치 카즈마 | 4:51  |           |
| 12.          | 〈전사의 휴식〉 (戦士の休息)                |              | 노다 요지로                   | 2:51  |           |
| 13.          | 〈신칸센 여행〉 (新幹線の旅)                |              | 진노우치 카즈마               | 1:31  |           |
| 14.          | 〈미미즈의 역사〉 (ミミズの歴史)            |              | 노다 요지로                   | 1:26  |           |
| 15.          | 〈징조〉 (予兆)                             |              | 진노우치 카즈마               | 3:04  |           |
| 16.          | 〈도쿄 상공〉 (東京上空)                    |              | 노다 요지로                   | 4:14  |           |
| 17.          | 〈출발을 결심하다〉 (決意～旅立ち)          |              | 노다 요지로 / 진노우치 카즈마 | 5:29  |           |
| 18.          | 〈여우병〉 (狐憑き)                         |              | 진노우치 카즈마               | 1:24  |           |
| 19.          | 〈자전거를 탄 두 사람〉 (自転車の二人)      |              | 노다 요지로                   | 1:42  |           |
| 20.          | 〈꿈이 아니었다〉 (夢じゃなかった)          |              | 노다 요지로                   | 1:51  |           |
| 21.          | 〈사후세계〉 (常世)                         |              | 노다 요지로 / 진노우치 카즈마 | 1:08  |           |
| 22.          | 〈언덕 위의 쐐기돌〉 (丘上の要石)           |              | 진노우치 카즈마               | 1:43  |           |
| 23.          | 〈소타에게로〉 (草太の元へ)                 |              | 노다 요지로 / 진노우치 카즈마 | 2:23  |           |
| 24.          | 〈기도〉 (祈り)                             |              | 진노우치 카즈마               | 3:05  |           |
| 25.          | 〈문단속〉 (戸締まり)                       |              | 노다 요지로 / 진노우치 카즈마 | 3:52  |           |
| 26.          | 〈카나타 하루카〉 (カナタハルカ)            | 노다 요지로  | 노다 요지로                   | 5:55  |           |
| 27.          | 〈스즈메 feat. 토아카〉 (すずめ feat. 十明) | 노다 요지로  | 노다 요지로                   | 3:58  |           |
| 28.          | 〈Tamaki〉                                  | 노다 요지로  | 노다 요지로                   | 4:55  |           |
| 29.          | 〈스즈메의 눈물〉 (すずめの涙)              | 노다 요지로  | 노다 요지로                   | 4:35  |           |
| 총 재생 시간 | 총 재생 시간                                | 총 재생 시간 | 총 재생 시간                  | 81:47 |           |